# 1057
Cette page concerne l'année 1057  du calendrier julien. Pour l'année 1057 av. J.-C., voir 1057 av. J.-C.
L'année 1057 est une année commune qui commence un mercredi.

## Événements
- 9 janvier[1] : le général turc dissident Arslan ibn al-Basãriri, chassé d'Irak en 1055, bat les Seldjoukides à Sinjar. Il prend Mossoul où il reconnait la souveraineté des Fatimides, puis Bagdad en 1059.
- 19 janvier : Toghrul-Beg quitte Bagdad avec des renforts venus de Perse[1] et réoccupe rapidement Mossoul qu'il confie à son cousin Ibrahim Yinal (en) avant de rentrer à Bagdad en décembre[2].
- Octobre : première attaque des Seldjoukides sur l’Empire byzantin en Arménie ; Raid Turkmène sur la région de Malatya[3].
- 1er novembre : les Hilaliens mettent à sac Kairouan, la capitale des Zirides, qui se réfugient à Mahdia et dans le royaume Hammadide[4]. Les villes qui échappent au pillage des Hilaliens se constituent en États aristocratiques. Pour subvenir à leurs besoins, les Zirides deviennent pirates et ravagent les côtes des royaumes chrétiens. Ils tentent de reconquérir la Sicile[5]. Les tribus nomades détruisent systématiquement l’infrastructure agricole en Ifriqiya. L’élevage itinérant remplace l’agriculture. Faute d’irrigation, les terres à blé et les vergers retournent à la steppe. Les paysans sont contraints de se réfugier en ville ou dans les montagnes.

- Les Almoravides s'emparent d'Aghmat, au Maroc (449 de l'Hégire, 10 mars 1057-27 février 1058)[6].
- Le roi Anawrahta détruit Thaton et Thayekhettaya : la Birmanie est unifié sous l'égide du royaume de Pagan[7].
- Création en Chine de greniers régulateurs ou de bienfaisance permettant d’enrayer la disette et la spéculation sur le grain[8].

### Europe
- 22 mars : le roi des Francs Henri Ier est battu par Guillaume de Normandie à la bataille du gué de Varaville[9].
- 30 mars, Pâques : l'empereur byzantin Michel VI rompt avec les principaux chefs de l’armée d’Asie qui a reçu en audience ; Michel Bourtzès, Constantin et Jean Doukas, Isaac Comnène, Katakalon et le patriarche de Constantinople Michel Cérulaire ourdissent un complot pour le renverser[10].

- 8 mai : dernière utilisation attestée du papyrus par la chancellerie pontificale[11].
- 10 mai : première insurrection de la Pataria à Milan[12]. Les patarins (loqueteux), recrutés dans les milieux populaires, partisans de la réforme du clergé, poursuivent les clercs simoniaques et mariés, se dressent contre le haut clergé et aident au relèvement moral du clergé (1045-1085).

- 8 juin : le général Isaac Comnène, qui s’est distingué dans les guerres contre les Turcs, est proclamé empereur byzantin à Gomaria en Paphlagonie par le parti militaire ; il est reconnu par les thèmes d'Asie (fin de règne en 1059)[10] :

- Août : Robert Guiscard devient comte de Melfi et d'Apulie (Pouille) à la mort de son frère Onfroi de Hauteville[13].
- 2 août : début du pontificat d'Étienne IX (fin en 1059)[14]. Le clergé réformateur profite de la mort d’Henri III pour faire élire pape le cardinal Frédéric de Lorraine sans l’assentiment de l’empire.
- 15 août : le roi d'Écosse Macbeth est tué au cours de la bataille de Lumphanan par Malcolm III Canmore, fils du roi Duncan Ier, dont il estimait que Macbeth avait usurpé la couronne. Lulach succède brièvement à son beau-père Macbeth, puis après sa mort en mars 1058 Malcolm III règne sur l'Écosse jusqu'en 1093[15].
- 20 août : l’armée d’Orient menée par Isaac Comnène marche sur Constantinople et bat les troupes d’Europe fidèles à Michel VI devant Nicée[10].
- 30 août : émeute à Constantinople. Le dernier macédonien Michel VI abdique et se retire au couvent devant la révolte de l’armée, appuyée par le peuple et le patriarche Michel Cérulaire contre la noblesse civile[10].
- 31 août : Isaac Ier Comnène entre triomphalement à Chrysopolis, le port de Constantinople[10].

- 1er septembre : Isaac Ier Comnène est couronné empereur byzantin[14]. Il tente d’assainir les finances et de décentraliser l’administration, mais l’hostilité du clergé et de la bureaucratie l’oblige à abdiquer en faveur de son ministre Constantin Doukas et à se retirer dans un couvent (25 décembre 1059)[10].

- André Ier fait couronner son fils de cinq ans Salomon roi de Hongrie au détriment de son frère Béla[16].
- Roger Ier de Sicile, surnommé Bosso, arrive en Italie du Sud[17].